# Cimetière Condé de Saint-Maur-des-Fossés
Le cimetière Condé est l'un des quatre cimetières municipaux de la ville de Saint-Maur-des-Fossés (Val-de-Marne) en banlieue parisienne. Il se trouve au lieu-dit « Le Petit Parc », avenue de Condé.

## Histoire et description
Le cimetière a ouvert en 1894 sur un terrain plat acquis de la princesse Ruspoli. Un pin artificiel cache en son milieu une antenne de téléphonie mobile. Quelques tombes montrent des médaillons ou des sculptures, comme celle allongée de la jeune Iwona Kuczma (1979-2012). La chapelle de la famille Richard avec ses colonnes de marbre est inscrite à l'inventaire, ainsi que la sépulture Lehot avec son vitrail.

## Personnalités inhumées
- Jean-Louis Beaumont (1928-2013), professeur de médecine, député, maire de Saint-Maur
- Maurice Bernardet (1921-2008), journaliste hippique
- Adolphe Chéron (1873-1951), homme politique, député de la Seine
- Gil Delamare (né Gilbert-Yves Delamare de La Villenaise de Chenevarin, 1924-1966), cascadeur, et sa compagne Colette Duval (1930-1988), mannequin, parachutiste et actrice
- Liliane Gaudet (1930-2003), comédienne
- Paul Girol (1911-1988), peintre[4]
- Émile Magne (1877-1953), historien (buste)
- Bernard Mazo (1939-2012), poète
- Germaine Tillion (1907-2008), ethnologue et résistante
- Édith Varney (1907-1991), pianiste et artiste lyrique

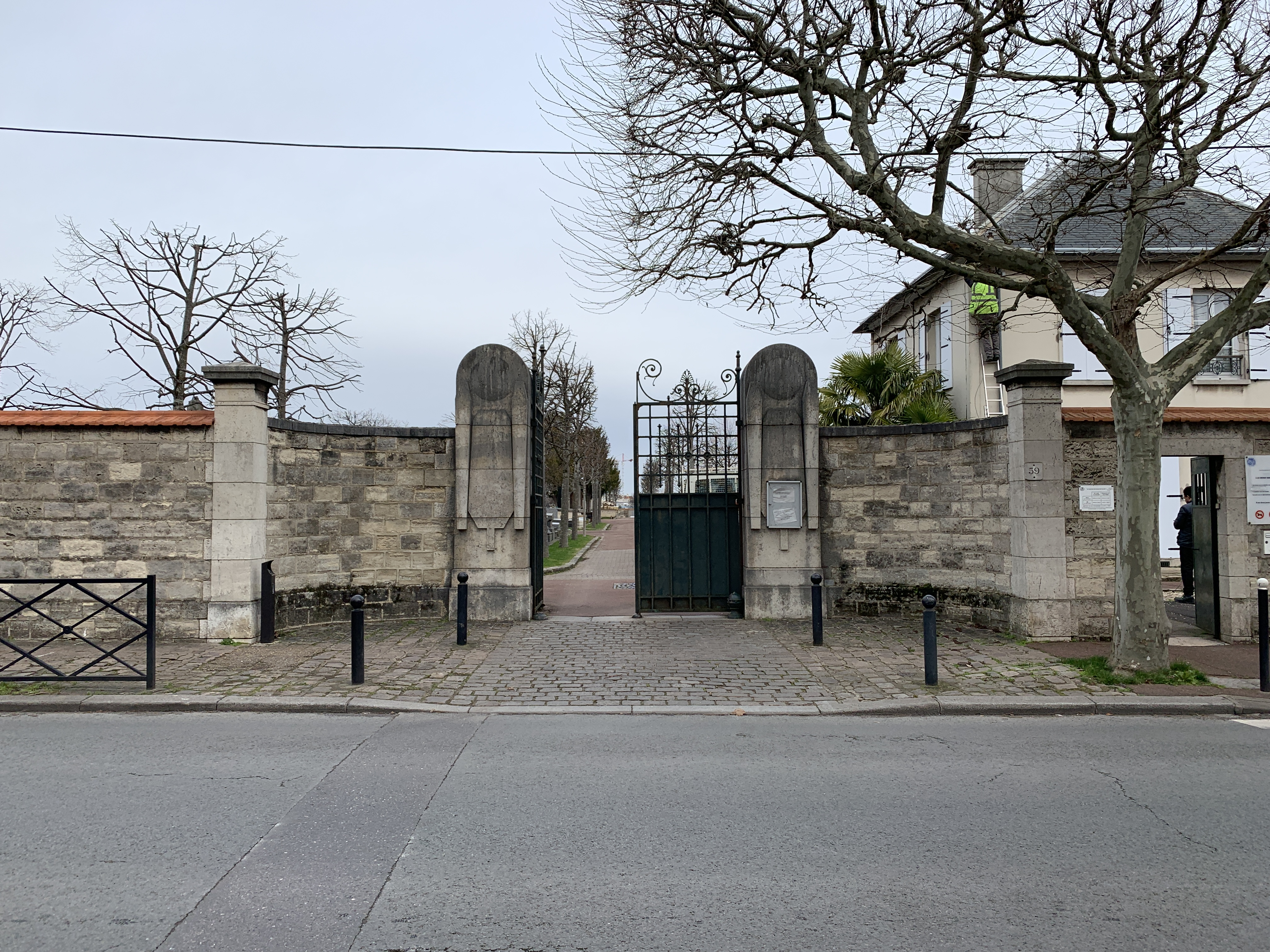
Entrée du cimetière
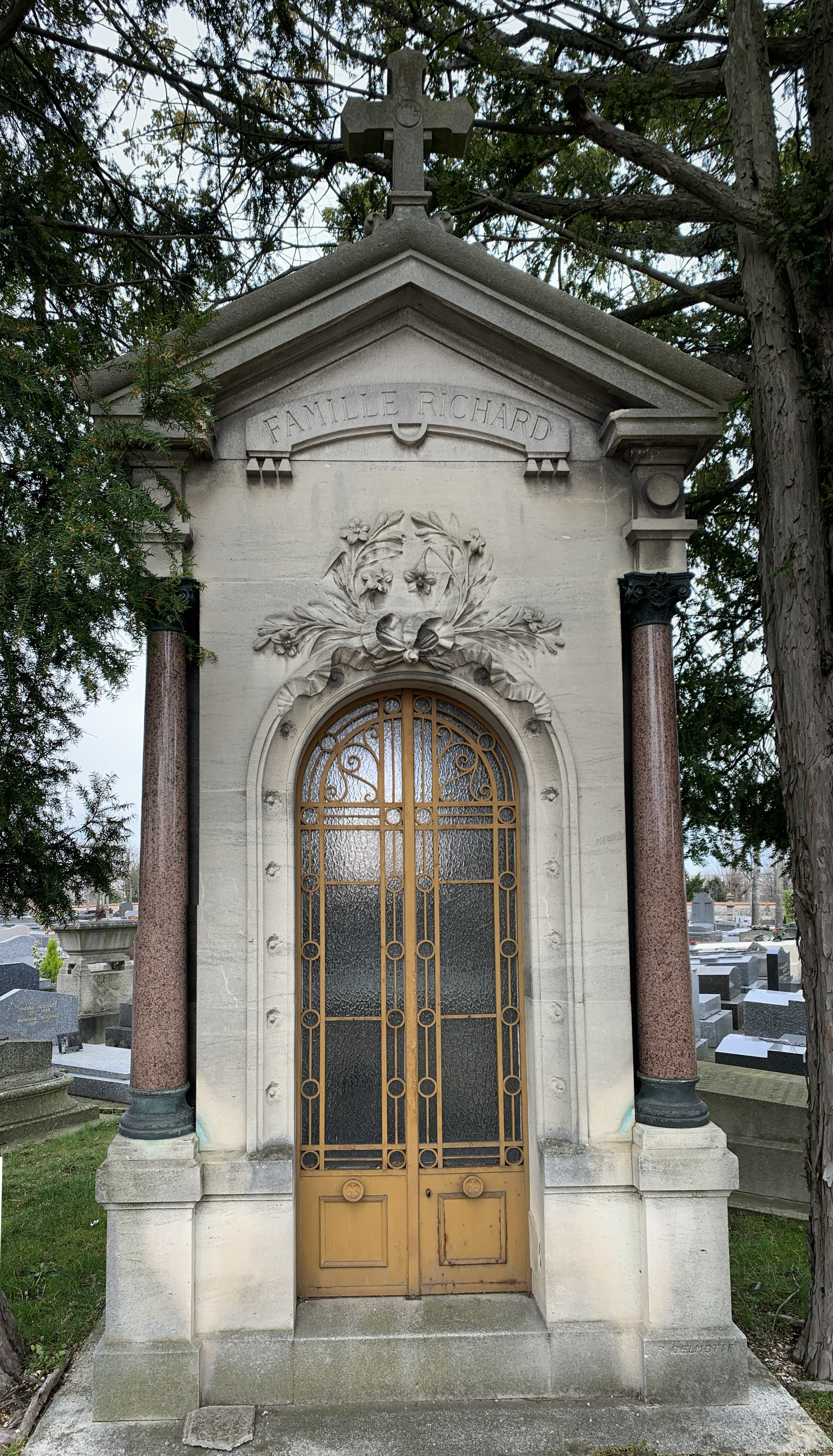
Chapelle Richard
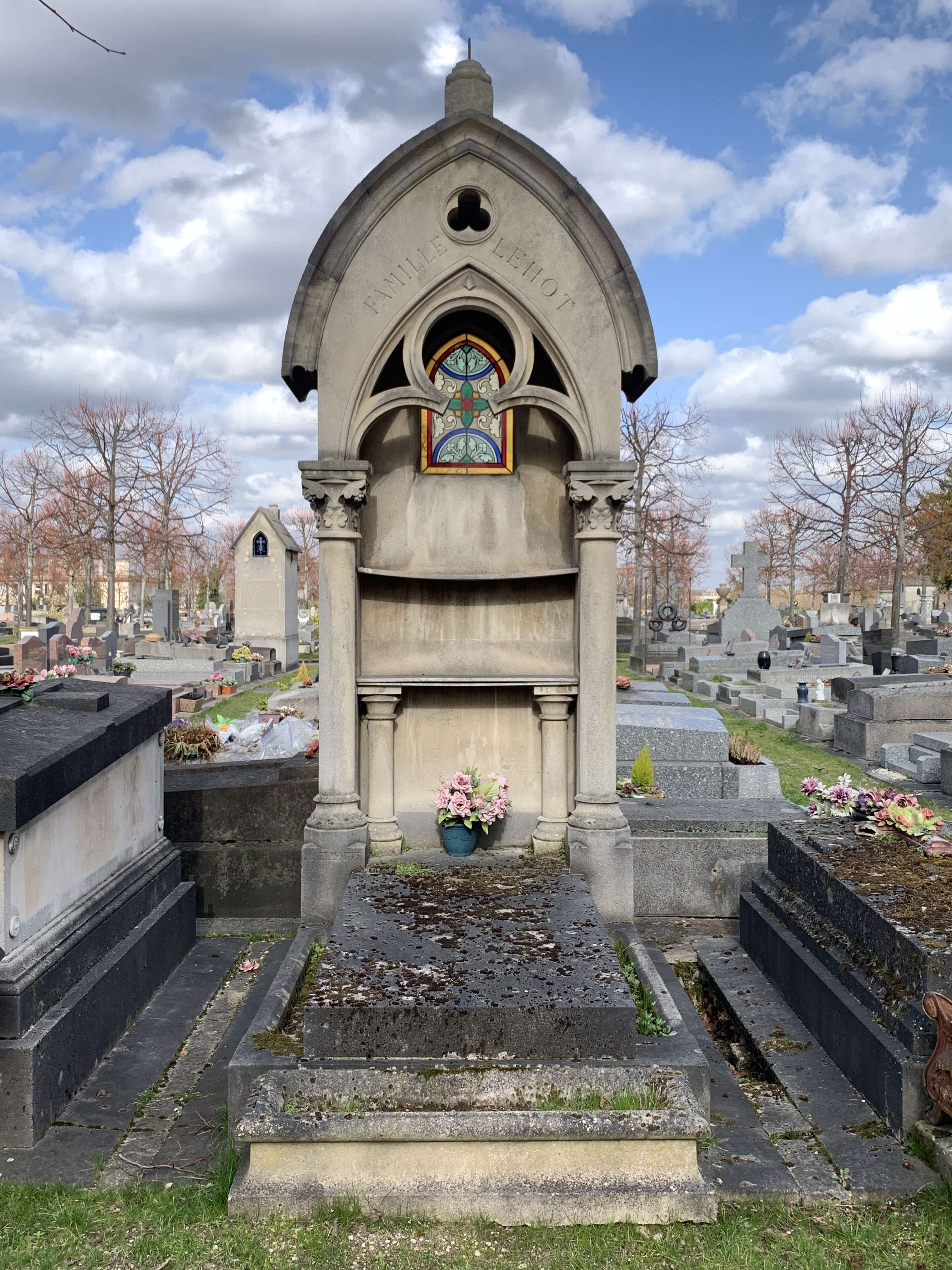
Sépulture Lehot
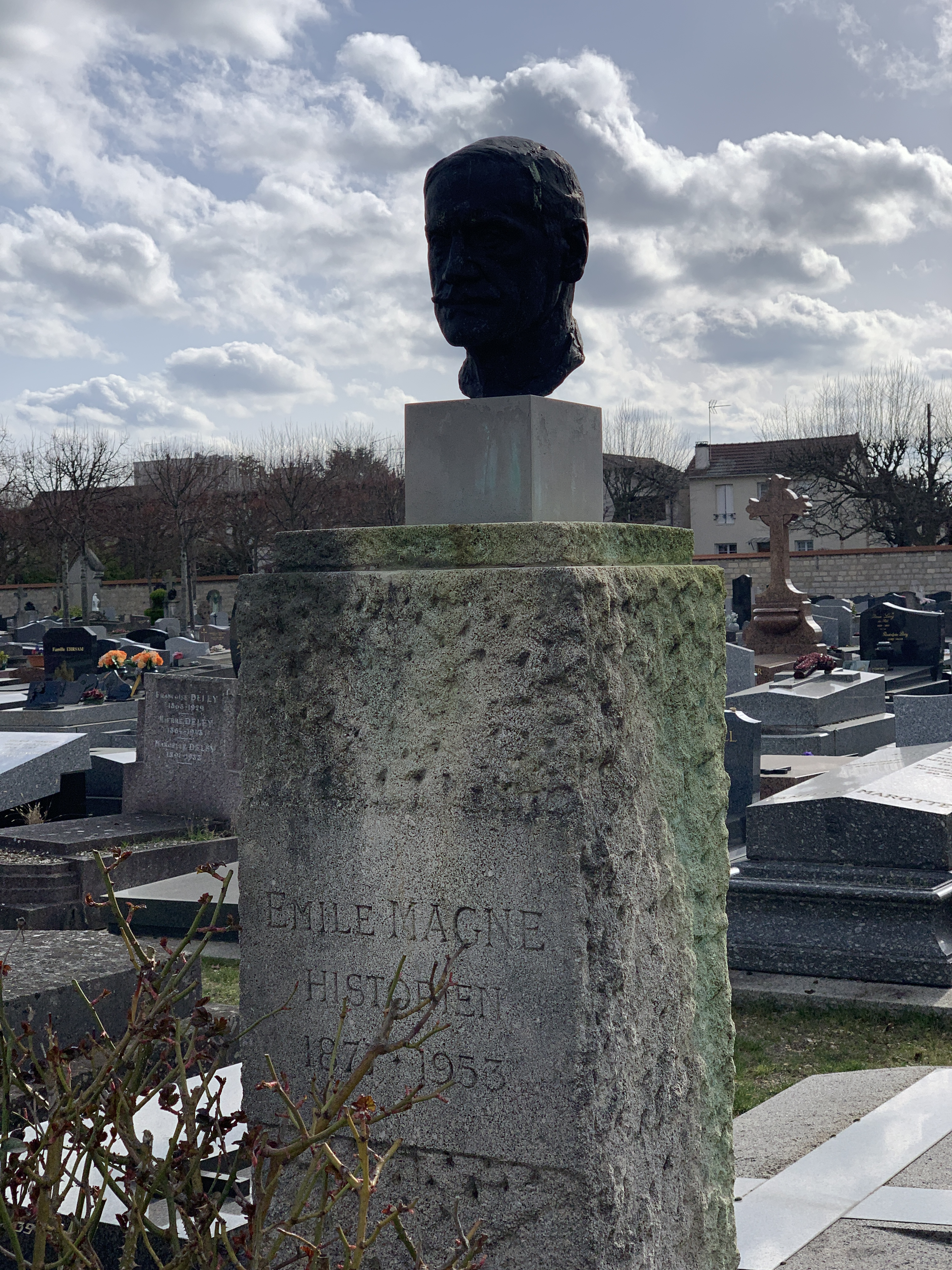
Buste d'Émile Magne
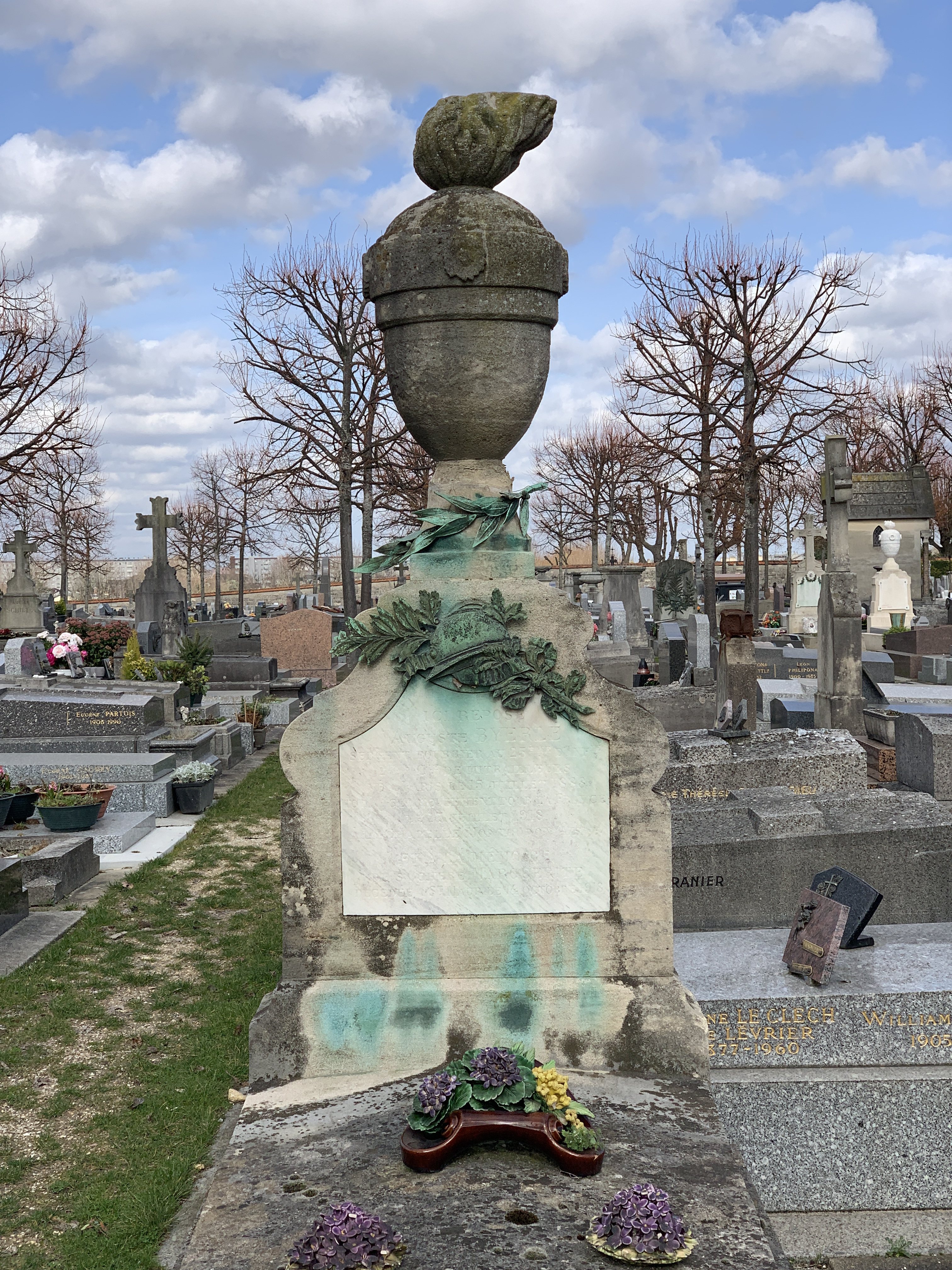
Tombe d'Auguste Byerle
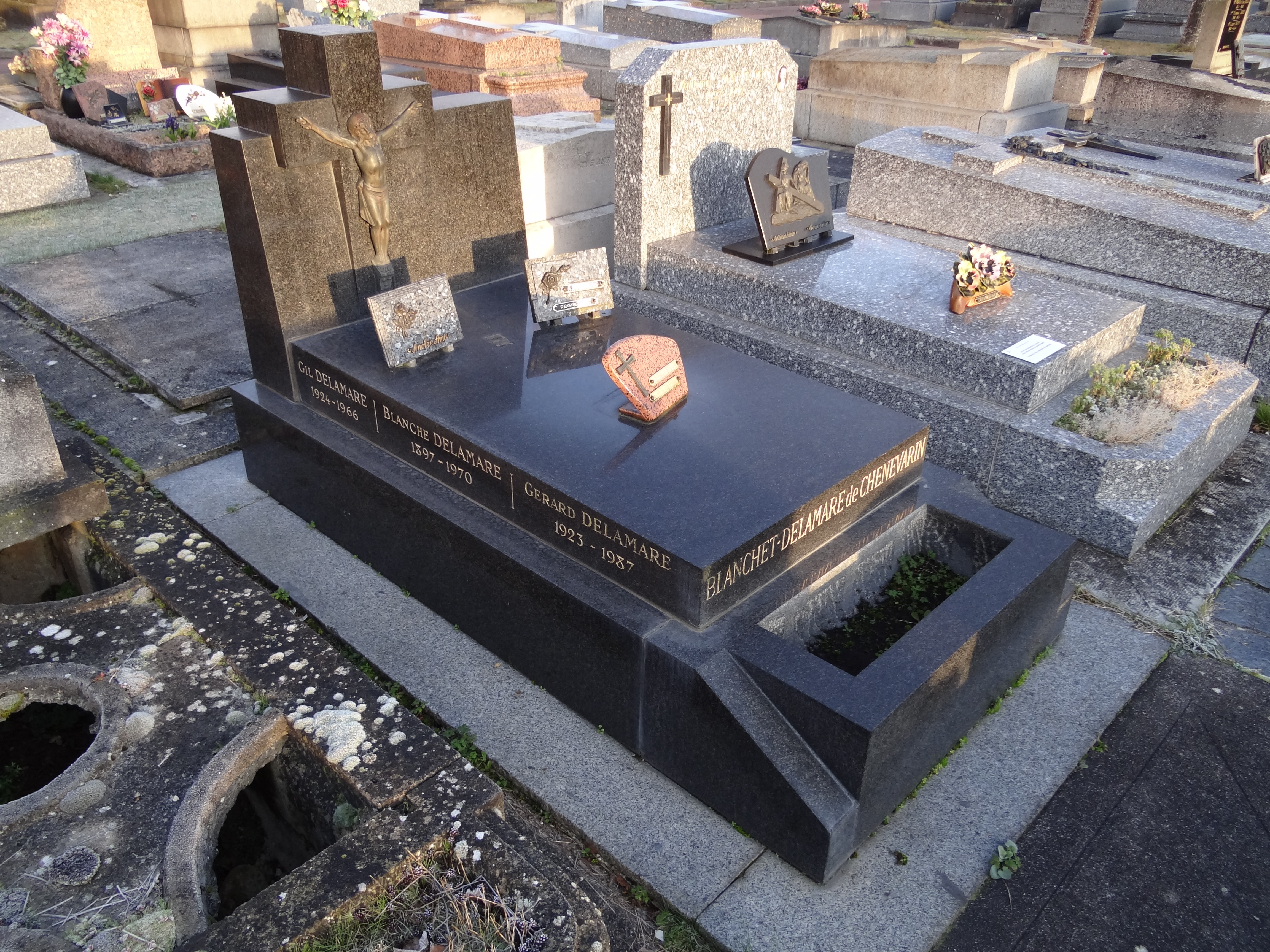
Tombe de Gil Delamare et de Colette Duval
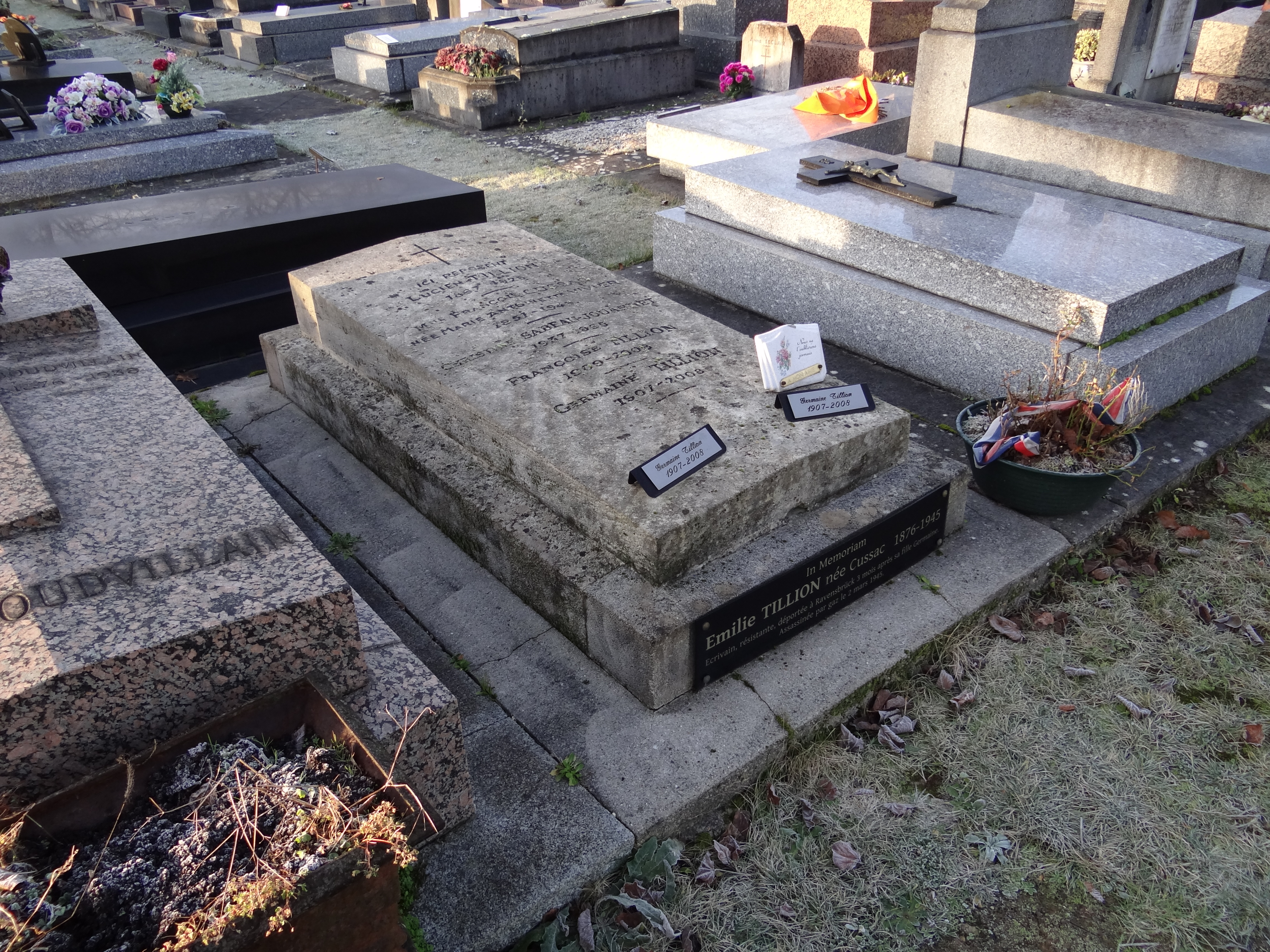
Tombe de Germaine Tillion
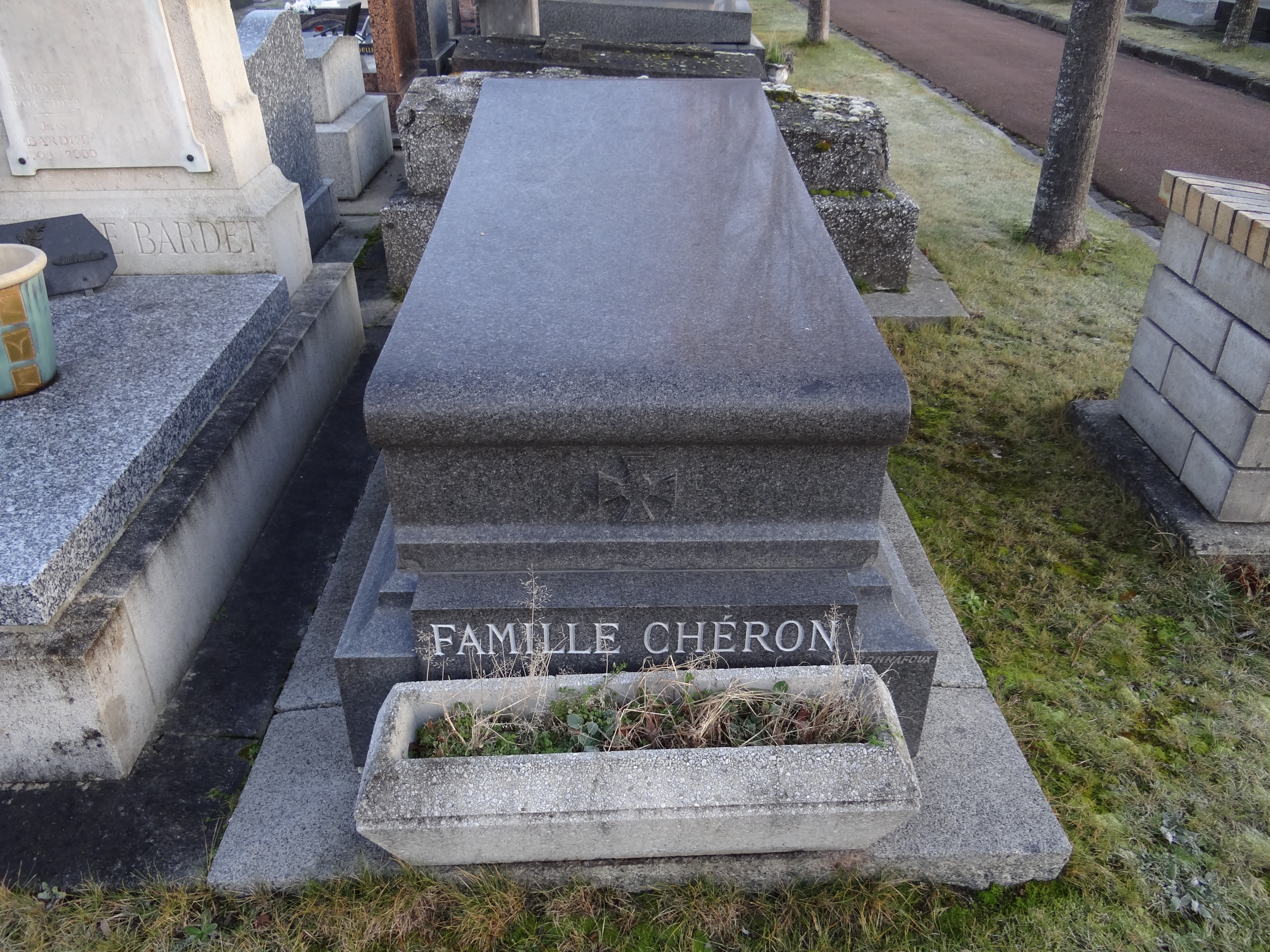
Tombe d'Adolphe Chéron